# Dasyatis hastata
Dasyatis hastata és una espècie de peix de la família dels dasiàtids i de l'ordre dels myliobatiformes.

## Morfologia
- Els mascles poden assolir 104 cm de longitud total.[2][3]

## Reproducció
És ovovivípar.

## Hàbitat
És un peix de clima temperat i demersal.

## Distribució geogràfica
Es troba a l'oceà Atlàntic.

## Observacions
És inofensiu per als humans.